# Bennett (Iowa)
Bennett es una ciudad situada en el condado de Cedar, en el estado de Iowa, Estados Unidos. Según el censo de 2000 tenía una población de 395 habitantes.

## Geografía
Según la Oficina del Censo de los Estados Unidos, la localidad tiene un área total de 0,53 km², la totalidad de los cuales corresponden a tierra firme.

## Demografía
Según el censo de 2000, había 395 personas, 157 hogares y 114 familias residiendo en la localidad. La densidad de población era de 739,92 hab./km². Había 163 viviendas con una densidad media de 299,7 viviendas/km². El 98,48% de los habitantes eran blancos, 0,51% amerindios, el 0,25% asiáticos y el 0,76% pertenecía a dos o más razas. El 0,25% de la población eran hispanos o latinos de cualquier raza.
Según el censo, de los 157 hogares, en el 31,8% había menores de 18 años, el 61,8% pertenecía a parejas casadas, el 7,6% tenía a una mujer como cabeza de familia, y el 26,8% no eran familias. El 23,6% de los hogares estaba compuesto por un único individuo, y el 11,5% pertenecía a alguien mayor de 65 años viviendo solo. El tamaño promedio de los hogares era de 2,52 personas, y el de las familias de 2,97.
La población estaba distribuida en un 26,3% de habitantes menores de 18 años, un 8,4% entre 18 y 24 años, un 28,9% de 25 a 44, un 22,5% de 45 a 64, y un 13,9% de 65 años o mayores. La media de edad era 35 años. Por cada 100 mujeres había 102,6 hombres. Por cada 100 mujeres de 18 años o más, había 99,3 hombres.
Los ingresos medios por hogar en la localidad eran de 41.429 dólares ($), y los ingresos medios por familia eran 47.679 $. Los hombres tenían unos ingresos medios de 31.442 $ frente a los 19.500 $ para las mujeres. La renta per cápita para la ciudad era de 17.320 $. El 1,8% de la población y el 1,8% de las familias estaban por debajo del umbral de pobreza. El 1,9% de los menores de 18 años y el 5,4% de los habitantes de 65 años o más vivían por debajo del umbral de pobreza.